# Astyanax daguae
Astyanax daguae är en fiskart som beskrevs av Eigenmann, 1913. Astyanax daguae ingår i släktet Astyanax och familjen Characidae. Inga underarter finns listade.